# 2002 PN147
2002 PN147 est un objet transneptunien, dont l'orbite est mal connue. 

## Caractéristiques
2002 PN147 mesure environ 240 km de diamètre.